# Хмари залишають небо
«Хмари залишають небо» — радянський чорно-білий художній фільм 1959 року за сценарієм Ахмедхана Абу-Бакара. Мелодрама, дія якої розгортається в гірському аулі в 1930-ті і 1950-ті роки. Прем'єра відбулася 8 квітня 1960 року.

## Сюжет
Дагестанський аул, 1930-ті роки. Майже одночасно мають народитися діти у двох сусідів, Башира і Касума. У Башира вже є три дочки і він клянеться вигнати дружину, якщо вона народить четверту. Нуржан, мати Ханум (дружина Башира), хоче вдатися до допомоги ворожки Айшат. Та пропонує поміняти немовлят у разі, якщо Гуріат народить дівчинку. Так і виходить: Ханум народжує дівчинку, а Гуріат (дружина Касума) — хлопчика. Айшат і Нуржан обмінюють дітей. Крім них, про це ніхто не знає: хоча Муслі бачила, як Ханум народила дівчинку, вона готова визнати, що помилилася, коли їй дарують золоте кільце.
Башир скликає чоловіків аулу на свято в честь народження свого сина Джафара. До Касума на свято з нагоди народження дочки Зейнаб приходить один Ідріс, а знавець сільських адатів Гамзат каже, що відзначати день народження дочки не прийнято. Під час свята Нуржан відчуває себе погано. Вона усамітнюється з Айшат, дарує їй кільце і просить мовчати про їхні таємниці. Нуржан вмирає, а її чоловік застає в кімнаті Айшат і кричить, що це вона отруїла Нуржан. Селяни кидаються за Айшат, яка ховається у своєму будинку. Будинок підпалюють, Айшат намагаються захистити тільки Касум і Ідріс. Нарешті від пожежі дах будинку Айшат руйнується.
Минає час, настають 1950-ті роки. Башар загинув на війні, його дружину вбило блискавкою. Юнак Джафар живе з сестрою. Касум став головою колгоспу. У село повертається Айшат, яка під час пожежі непомітно втекла. Селяни вважають її загиблою і не впізнають її в жінці, що приїхала. Вона поселяється у Джафара і його сестри. Джафару подобається Зейнаб, яка відповідає йому взаємністю. Але за нею також доглядає Мірзабек, син Гамзата. Зейнаб не подобається Мірзабек, який всюди переслідує її. Коли Гаджибек приходить сватати Зейнаб за сина, Касум запитує думку дочки і вона відмовляє Гамзату.
Джафар вирушає з Ідрісом й іншими чабанами на довгу зимівлю. Цього часу Мірзабек за намовою батька викрадає Зейнаб і відвозить її в гори, звідки їй вдається втекти. Вона повертається в село, але на ній пляма викрадення: тепер за адатом її повинні віддати за Мірзабека. Гамзат приходить з викупом за наречену, але Касум виганяє його. Тоді Гамзат через дружину поширює чутку, що Касум насправді погодився видати дочку і скоро весілля. Про це дізнається Джафар. Тепер він вважає, що Зейнаб зрадила його.
Настає весна. Джафар з чабанами повертається. Зейнаб каже йому, що вона не давала згоди на весілля з Мірзабеком. Джафар і Мірзабек починають битися, збираються люди. Обман Гамзата розкривається. Айшат розповідає про те, що колись дітей Башира і Касум обміняли. Касум каже Джафару і Зейнаб, що тепер їм самим вирішувати, що робити далі, а «темні хмари минулого» повинні розсіятися. Народ розходиться, а Джафар, його сестра, Зейнаб і Айшат заходять до будинку.

## У ролях
- Б. Айдаєв — Башир
- Х. Казімагамедова — Гуріат, дружина Башира
- Зейнаб Набієва — Нуржан, мати Гуріат
- Мурадхан Кухмазов — Касум (дублює Володимир Ємельянов)
- Баріят Мурадова — Айшат
- Саніят Мурадова — Муслі
- Т. Хашаєва — Зейнаб
- М. Султанмурадов — Джафар
- Тажудін Гаджиєв — Гамзат
- У. Шихалієв — Мірзабек, син Гамзата
- Х. Магомедова — Сувар, дружина Гамзата
- Абдурашид Максудов — Ідрис
- Джамалутдін Муслімов — танцівник, що виконує танці з кинджалами

## Знімальна група
- Режисер: Микола Жуков
- Сценарист: Ахмедхан Абу-Бакар
- Оператор: А. Трофімов
- Композитор: Мурад Кажлаєв
- Художник: Олексій Лебедєв